# Coleophora anseripennella
Coleophora anseripennella é uma espécie de mariposa do gênero Coleophora pertencente à família Coleophoridae.